# John Wiles
John Wiles (20 de septiembre de 1925 - 5 de abril de 1999) era un guionista y productor televisivo británico.

## Carrera
Wiles es ahora principalmente conocido por ser el segundo productor de la popular serie de ciencia ficción Doctor Who, sucediendo a Verity Lambert. Fue acreditado como productor de cuatro seriales entre 1965 y 1966, a saber: The Myth Makers, The Daleks' Master Plan (con doce episodios de duración), The Massacre of St Bartholomew's Eve, y The Ark.
Wiles encontró ese trabajo difícil y frustrante. Aunque tuvo una buena relación de trabajo con el editor de guiones Donald Tosh, Wiles encontró que no podía hacer muchos cambios al formato de la serie. Los intentos de hacer la serie más oscura le hicieron chocar con el actor William Hartnell, que como el único miembro que quedaba del equipo original se veía a sí mismo como el guardian de los valores originales de la serie. Un intento de darle a la nueva acompañante Dodo Chaplet un acento cockney fue vetado por los superiores de Wiles, que ordenaron que los personajes principales debían hablar "Inglés de la BBC". Con Hartnell cada vez en peor salud y hostil hacia Wiles, buscó una forma de reemplazarlo. Sin embargo, los superiores de Wiles también se opusieron. También quedó a disgusto con el largo serial The Daleks' Master Plan, que había sido preparado por el equipo de producción anterior y fue muy difícil de realizar. Uno de los pocos cambios que hizo y se mantuvieron en el tiempo, si bien a largo plazo, fue el de limitar casi todas las historias a solo cuatro episodios.
A principios de 1966, Wiles decidió dimitir en frustración por no poder llevar el programa en la dirección que él deseaba, y Tosh dimitió también apoyándole. De los episodios de su trabajo, solo se conserva el serial The Ark y tres episodios de The Daleks' Master Plan. Como Wiles decidió no emplear a John Cura y su servicio de tele-snaps, se conservan muy pocos documentos visuales de su época en Doctor Who.
El trabajo del siguiente productor, Innes Lloyd, coincidió con un cambio en los superiores, y así Lloyd pudo introducir un personaje con acento cockney (Ben Jackson) y reemplazar a Hartnell.